# 薩爾島
薩爾島（葡萄牙語：Sal，意思是「鹽」）是西非國家佛得角的島嶼，屬於向風群島的一部分，長30公里、寬12公里，面積216平方公里，最高點海拔高度406米，島上的阿米爾卡·加布拉爾國際機場是該國最主要的國際機場，主要經濟活動有鹽業、漁業和旅遊業。